# فرودگاه روی ات
فرودگاه روی ات  (به انگلیسی: Roi Et Airport) یک فرودگاه همگانی با کد یاتا ROI است که یک باند فرود آسفالت دارد و طول باند آن ۲۱۰۰ متر است. این فرودگاه در کشور تایلند قرار دارد و در ارتفاع ۱۳۷ متری از سطح دریا واقع شده است.

## شرکت‌های هواپیمایی و مقصدهای پروازی
| شرکت‌های هواپیمایی | مقصدهای پروازی |
| ----------------- | -------------- |
| Nok Air           | دن موئنگ       |
| تای ایرآسیا       | دن موئنگ       |